# Црква Вазнесења Господњег у Кожетину
Црква Вазнесења Господњег у Кожетину смештена је на мањем узвишењу у насељу Кожетин северозападно од центра савременог Александровца. Представља непокретно културно добро и уписана је у листу заштићених споменика културе Републике Србије (ИД бр. СК 1958).

## Изглед цркве
Црква Вазнесења Господњег подигнута је 1804. године, а две године касније током Првог српског устанка у непосредној близини цркве подигнут је шанац и утврђење. Храм је конципиран у духу традиционалних решења, као једнобродна правоугаона грађевина издужене основе, са полукружном олтарском апсидом ширине наоса ан истоку, припратом са галеријом на западу и масивним четвороспратним звоником-кулом који је накнадно дозидан 1851 и својим волуменом доминира грађевином. Засведен је полуобличастим сводом и покривен ћерамидом. Тамбур је споља осмостран, а изнутра кружан, док је кубично постоље изостављено, тако да изгледа да купола излази директно из крова. Друго кубе, мањих димензија, споља шестострано, а изнутра кружно налази се изнад припрате. Укопавање у земљу дела наоса и олтарског простора карактеристика је за цркве настале у турском периоду. Са северне стране олтарске апсиде, видљиви су остаци основе старијег објекта, на којима је подигнута данашња црква, и која је по предањима спаљена 1797. 
Унутрашњост цркве је живописана, а представе су више пута пресликаване и лакиране. Посебно место заузима иконостас, рад непознатог мајстора кога, по Р. Станићу, треба тражити међу анонимним иконописцима прве половине 19. века, чиме је одбачена теорија да је иконостас дело мајстора Живка Павловића. Око цркве се налази некропола и савремено гробље.